# Ralph Izard
Ralph Izard, född 1741 eller 1742 nära Charleston, South Carolina, död 30 maj 1804 nära Charleston, var en amerikansk politiker.
Båda föräldrarna dog när Izard var liten. Han tillbringade en stor del av sin barndom och ungdom i England där han också studerade. Han återvände 1764 till Nordamerika. Han gifte sig tre år senare med Alice DeLancey. Paret fick tretton barn.
Han bodde i Europa under 1770-talet och återvände 1780 till USA. Han var ledamot av kontinentala kongressen 1782-1783. Izard tillträdde som senator för South Carolina i den första kongressen. Han var ledamot av USA:s senat 1789-1795. Izard var president pro tempore i senaten från maj till november 1794. Han var en av grundarna av College of Charleston, den äldsta högskolan i South Carolina.
Izards grav finns på Saint James Goose Creek Episcopal Churchyard i Charleston.